# Луїс Фірпо
Луї́с А́нхель Фі́рпо (ісп. Luis Ángel Firpo, 1894–1960) — аргентинський боксер-професіонал .
Мав прізвисько Дикий Бик пампасів (ісп. El Toro de las Pampas).

## Біографія
Народився 11 жовтня 1894 року в місті Хунін в родині, де було четверо дітей.
У дитинстві у хлопчика були хворі вуха, тому батьки в 1898 році возили його лікуватися в Буенос-Айрес. Після повернення до Хуніна, сім'я жила на фермі. Початкову освіту Луїс отримав в школі цього міста. Мати померла, коли хлопчику було 8 років. Коли йому виповнилося 12 років, батько відвіз його до Буенос-Айрес, де підліток працював в ресторані, в аптеці і телефонної компанії. Поселившись в районі Боедо, він став уболівальником футбольного клубу Сан-Лоренсо де Альмагро.
Луїс Фірпо був звільнений від військової служби через старого недуга в вухах. Працював на цегельному заводі, власник якого, помітивши силу і спритність юнака, надав йому допомогу, щоб почати займатися боксом.
Свою професійну кар'єру Фірпо почав в 1917 році, коли 10 грудня провів свій перший бій з Френком Хегні, який в майбутньому став голлівудським актором. У період з 1918 по 1920 рік він провів 10 боїв в Уругваї та Чилі, з яких виграв сім нокаутом і один за очками, програв один бій нокаутом і один за очками. З середини 1920 до кінця 1921 року виступив на рингу сім разів (шість — в Аргентині і один — в Чилі), добившись п'яти перемог (з них чотири нокаутом), і в одному бою була зафіксована нічия.
У 1922 році він продовжив своє сходження в рейтингу категорії суперважкої ваги, вигравши всі чотири бої нокаутом. 1923 рік Луїс Фірпо почав з того, що нокаутував колишнього претендента на титул Білла Бреннана. Потім здобув ще сім перемог поспіль, включаючи перемоги над Джеком МакОлиффом і колишнім чемпіоном світу Джессом Віллардом. Після перемоги над Чарлі Вайнертом Фірпо зустрівся 14 вересня в Нью-Йорку з чемпіоном світу в суперважкій вазі Джеком Демпсі, ставши тим самим першою латиноамериканець в історії, який боровся за цей титул. Луїс Фірпо програв цей поєдинок, хоча у багатьох виникли сумніви у неупередженості суддівства. Суддю було відсторонено на 5 тижнів, але результат бою залишився в силі.
У 1924 році Фірпо виграв свої перші три бої нокаутом, але потім програв два наступні рішенням суддів, останній — легендарному претенденту Гаррі Вілсу. Повернувся в бокс в 1926 році, щоб перемогти Ермініо Спаллу, що здавалося всім його останнім професійним боєм. Але боксер знову повернувся на ринг в 1936 році, вигравши два бої, перш ніж програв нокаутом Артуро Годою. Цей поєдинок став останнім в його боксерській кар'єрі.
Залишивши професійний спорт, Луїс Фірпо займався продажем автомобілів, потім — розведенням великої рогатої худоби.

Помер 7 серпня 1960 року в Буенос-Айресі від серцевого нападу; був похований в мавзолеї на кладовищі Реколета. На вході в мавзолей стоїть його скульптурне зображення.

## Вшанування

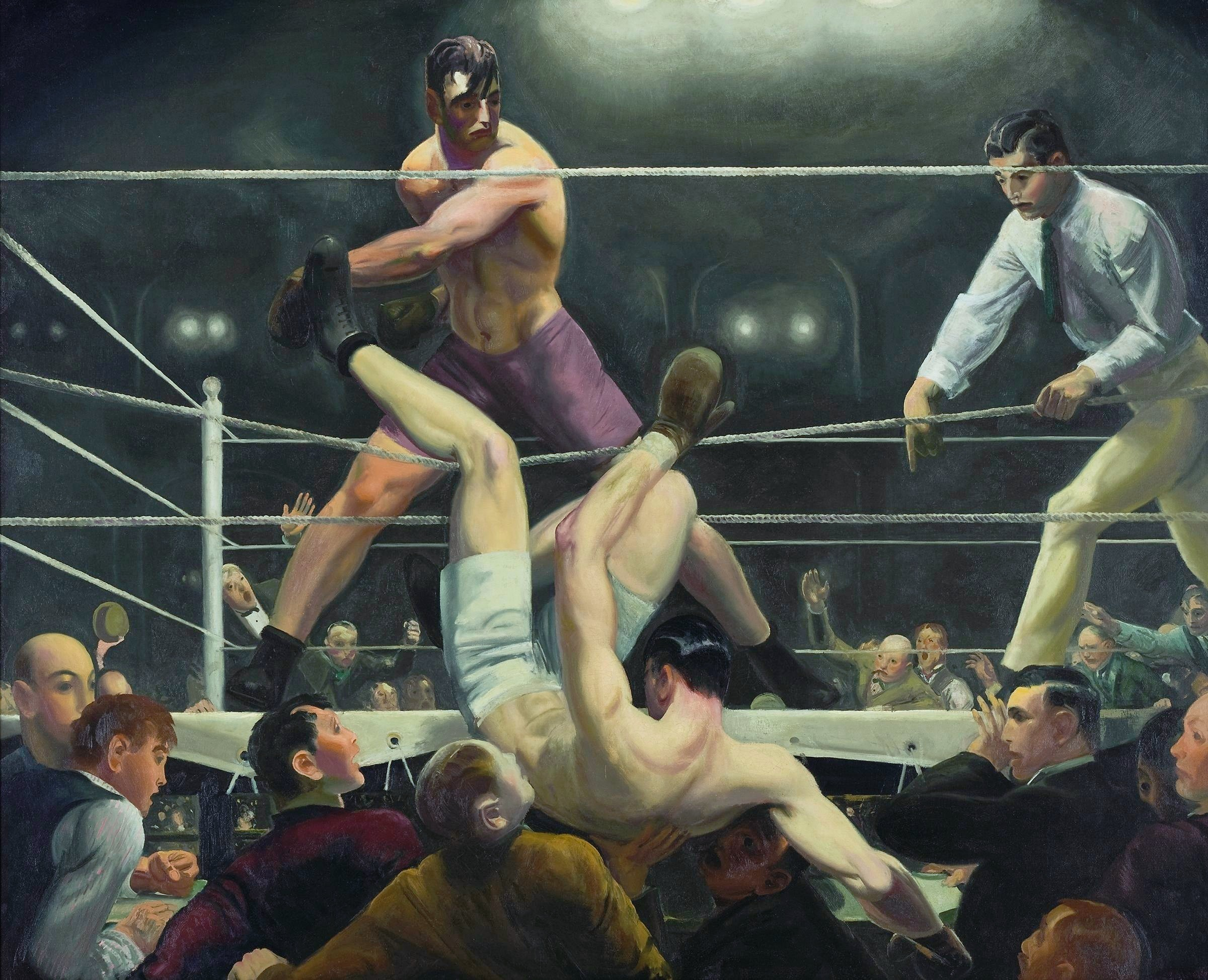
Джордж Беллоуз. «Демпсі і Фірпо» (1924)

- На честь боксера названа одна з вулиць у його рідному місті Хунін[en], а на його будинку встановлено меморіальну дошку.

- Сальвадорському футбольному клубу присвоєно ім'я «Луїс Анхель Фірпо».

- За мотивами біографії Фірпо зняті фільми «Повернення дикого бика» (1924), «Народився чемпіон» (1952), Тим болючіше падати[en] (1956)

- Джордж Беллоуз 1924 року намалював картину «Демпсі і Фірпо», яка присвячені найвідомішому бою боксера

- Бій між Демпсі і Фірпо згадується у 3-і1 серії 8-го сезону Сімпсонів

- Бій між Демпсі і Фірпо згадується у літературних творах Хуліо Кортасара «Навколо дня за 80 світів» (1967) і Мартіна Коана[en] «За кілька секунд» (2006)

- 1954 року Фірпо отримав орден за заслуги у спорті, а 1980 року йому посмертно було присуджено премію Конекс як одному з найкращих боксерів в історії